# La Luz (Nouveau-Mexique)
La Luz est une localité américaine et census-designated place du comté d'Otero, au Nouveau-Mexique. Sa population était de 1 615 habitants lors du recensement de 2000.

## Géographie
La Luz est située au nord d'Alamogordo et au sud de Tularosa, à l'extrémité du bassin éponyme (en). La ville longe les flancs ouest des monts Sacramento, et se trouve à environ 30 km du parc d'État d'Oliver Lee Memorial.

## Toponymie
La Luz vient de l'espagnol, qui signifie « La lumière ». Ce mot a donné son nom à l'église de la ville, Notre-Dame de la Lumière (en anglais : Our Lady of the Light).

## Personnalités liées
- François-Jean Rochas (1843-1894) : aventurier et fermier français, premier colon du Dog Canyon, inhumé à La Luz[1].